# Johannes Burckhardt
Johannes Friedrich Paul Burckhardt (20 octobre 1853 à Altena en Westphalie - 27 janvier 1914 à Berlin-Dahlem) est un pasteur protestant allemand qui fonda la première Bahnhofsmission protestante en Allemagne.

## Biographie
Né à Altena en Westphalie, Burckhardt était le fils du pasteur Eduard Burckhardt (mort en 1886) et l'arrière-petit-fils de l'écrivain Anna Schlatter-Bernet.
Il étudie la théologie à Bonn et Tübingen, puis, en 1880, il devient aumônier du club de la Innere Mission (« Mission intérieure » en français) à Bielefeld où il a travaillé en étroite collaboration avec Friedrich von Bodelschwingh. À partir de 1889, il est nommé pasteur de paroisse à Berlin.
En 1893, Burckhardt fonda le Vorständeverband der evangelischen Jungfrauenvereine Deutschlands, rebaptisé plus tard Evangelischer Verband für die weibliche Jugend Deutschlands à Barmen. En 1894, il fonda la première Bahnhofsmission (protestante) d'Allemagne à Berlin.
En 1913/1914, il fait construire la Burckhardthaus (« Maison Burckhardt » en français) à Berlin-Dahlem. Dans cette maison se trouvait également la maison d'édition du même nom, dans laquelle, entre autres, la Deutsche Mädchen-Zeitung était publiée. Après 1949, cette institution s'est divisée; la branche ouest-allemande de Gelnhausen, également en tant que maison d'édition et lieu de conférence, s'est aussi concentrée sur le travail avec les filles et les jeunes femmes, notamment en tant que siège national de la Young Women's Christian Association.
Johannes Burckhardt est décédé en 1914 à l'âge de 60 ans à Berlin-Dahlem et a été enterré au cimetière de Dahlem. La tombe n'a pas été conservée.

## Publications
- (de) Die Gewinnung und Ausbildung von Berufsarbeiterinnen der Inneren Mission, Berlin, 1903
- (de) Als die lebendigen Steine. Gedanken zur Gemeindearbeit in einer Großstadtgemeinde, Berlin, M. Warneck, 1904.
- (de) Die Gewinnung weiblicher Kräfte für die Innere Mission, Hambourg, 1905.
- (de) « Gehe du auch hin in den Weinberg », dans Martin Hennig -dir.), Wie der Meister uns in den Weinberg rief. Zeugnisse von Jesu Taten an seinen Jüngern gezeichnet von einer Reihe bekannter Vertreter der Inneren und Äußeren Mission, Hambourg, 1906, p. 21–38.
- (de) « Der Jungfrauenvereine Bedeutung und Aufgabe für das Reich Gottes », dans Der Kirche, für Volk und Vaterland, Berlin, 1907.

En outre, entre 1892 et 1913, Burckhardt contribue régulièrement au magazine Fürsorge für die weibliche Jugend.